# Elise Hofmann
Elise Hofmann (Vienna, 5 febbraio 1889 – Vienna, 14 marzo 1955) è stata una paleontologa austriaca.

## Biografia
Nasce a Vienna, si è laureata presso l'Università di Vienna nel 1920. Ha prodotto oltre 120 opere, tra cui il libro del 1934 Paleohistologie der Pflanze. È stata corrispondente del Geological Survey of Austria nel 1931 e al Landesmuseum Niederösterreich nel 1933.